# Yves Baudrier
Marie Yves Baudrier (ur. 11 lutego 1906 w Paryżu, zm. 9 listopada 1988 w Paryżu) – francuski kompozytor, żeglarz, olimpijczyk.
Na regatach rozegranych podczas Letnich Igrzysk Olimpijskich 1936 wystąpił w klasie 6 metrów zajmując 10. pozycję. Załogę jachtu Qu'Importe tworzyli również Jean Peytel, Gérard de Piolenc, Jacques Rambaud i Claude Desouches. Dwanaście lat później wystartował w Olimpijskim Konkursie Sztuki i Literatury.
Był również autorem muzyki do filmów fabularnych, dokumentalnych oraz seriali.